# Macrouroides inflaticeps
Macrouroides inflaticeps és una espècie de peix de la família dels macrúrids i de l'ordre dels gadiformes.

## Morfologia
- Els mascles poden assolir 48 cm de llargària total.[1][2]

## Hàbitat
És un peix d'aigües profundes que viu entre 747-4000 m de fondària.

## Distribució geogràfica
Es troba a les Filipines, a l'Atlàntic tropical i a l'Índic.